# مارتن بايهر
مارتن بايهر (بالألمانية: Martin Baehr)‏ هو عالم حشرات وكاتب ألماني، ولد في 1943.

## وصلات خارجية
- الموقع الرسمي